# Список галузевих журналів відновлюваної енергетики
Нижче наведено список відомих журналів про відновлювану енергетику, та про енергозбереження:

## Журнали англійською
- Alternative Energy Retailer
- Biomass & Bioenergy, ISSN 0961-9534
- Distributed Energy: The Journal for Onsite Power Solutions
- Ethanol Producer Magazine
- Home Power
- North American Wind Power
- Real Power
- Renewable Energy, офіційне видання англ. World Renewable Energy Network, ISSN 0960-1481
- Renewable Energy Access
- Renewable Energy Focus
- Renewable Energy World
- Renewable & Sustainable Energy Reviews
- Solar Energy, офіційне видання англ. International Solar Energy Society, ISSN 0038-092X.
- Solar Progress: Renewable energy for Australasia
- Solar Today

## Українські журнали
- Зелена Енергетика, "ЕКОінформ".
- Відновлювана Енергетика, ІВЕ НАНУ.
- Журнал "CleanTech"   (рос.)